# Arthur’s Stone (Wales)

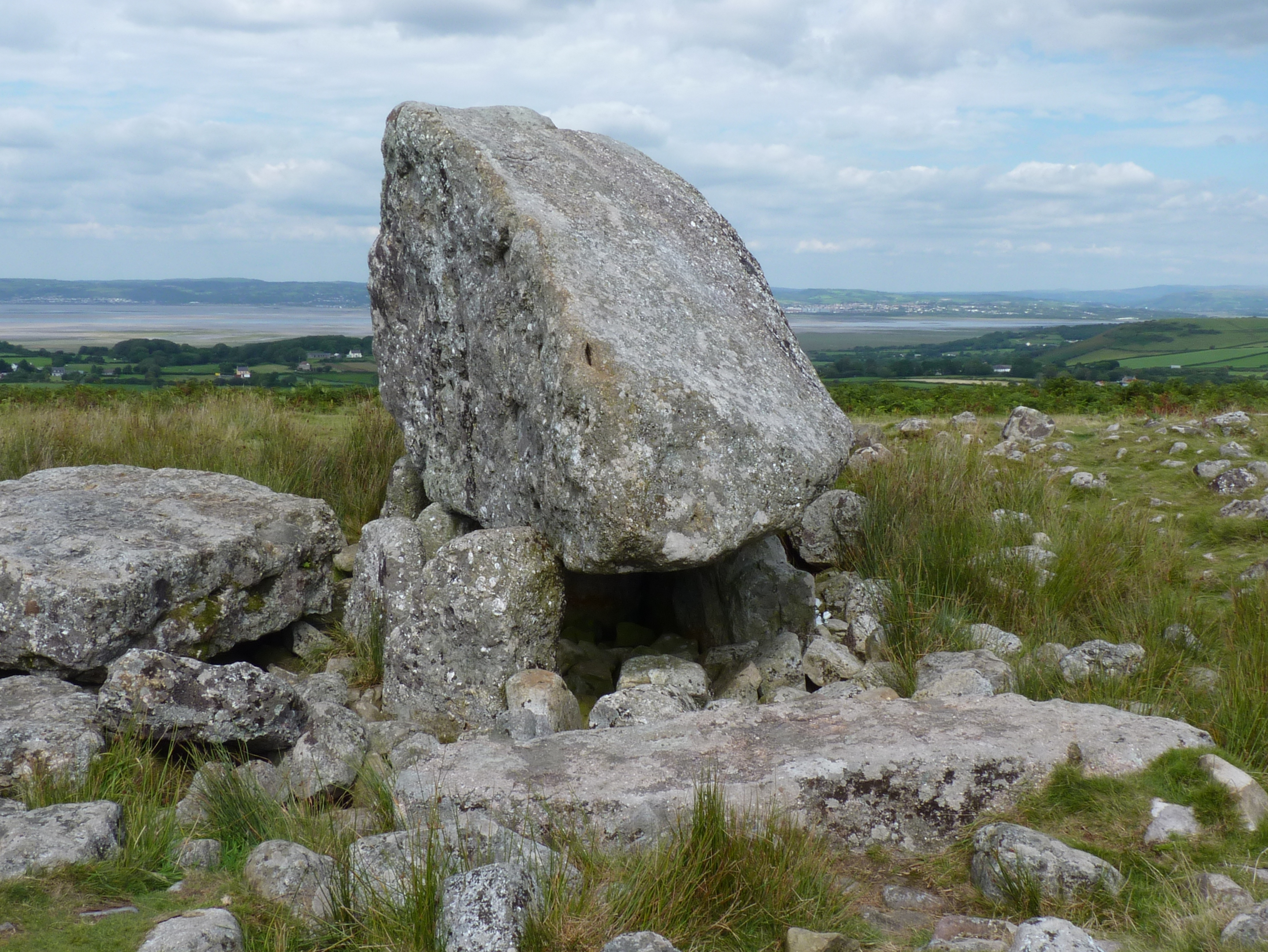
Arthur’s Stone

Arthur’s Stone (walisisch Maen Ceti oder Maen Cetty oder Great Stone of Sketty genannt) ist eine Megalithanlage in Wales. Die als Scheduled Monument geschützte Anlage befindet sich nordöstlich von Reynoldston auf der Halbinsel Gower bei Swansea.

## Anlage
Die Megalithanlage liegt nahezu auf der höchsten Stelle der Cefn Bryn, eines bis zu 150 m hohen und acht Kilometer langen Höhenzuges, der längs über die Halbinsel Gower verläuft. Sie besteht aus einem Dolmen mit einem großen Deckstein, der auf zwölf schmalen, aufrecht stehenden Tragsteinen auflag. Der Deckstein war bereits vor 1693 zerbrochen, ursprünglich war er etwa 4,0 mal 3,0 mal 2,2 m groß und wog geschätzte 30 bis 35 t. Das größte Teil wiegt etwa 25 t, das größte der abgebrochenen Teile liegt auf dem Boden auf. Von den Tragsteinen stehen noch neun Steine aufrecht, auf vier von ihnen liegt das größte Stück des Decksteins. Vermutlich enthielt die Anlage zwei kleine, etwa rechteckige nebeneinanderliegende Grabkammern, die etwa 1,4 mal 1,2 m groß und 0,8 m hoch waren. Der Zugang lag vermutlich an der Südseite.
Etwas weiter westlich liegt ein großer Cairn aus der Bronzezeit.

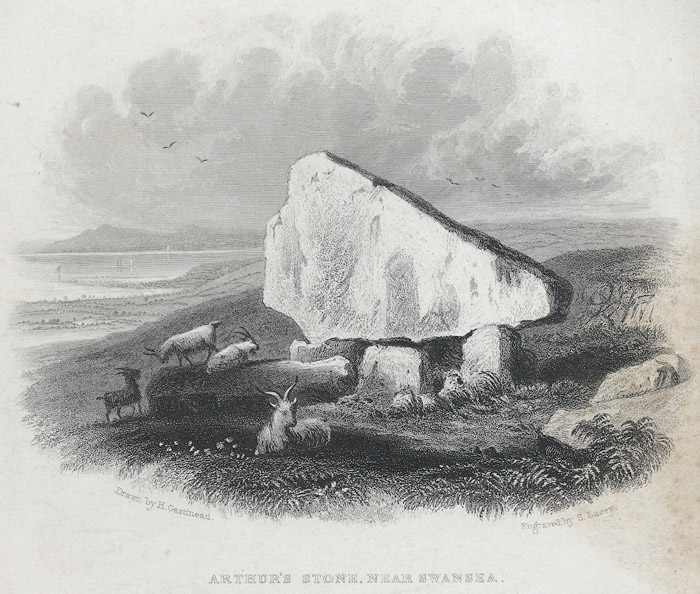
Arthur’s Stone nach Henry G. Gastineau (1791–1876)

## Geschichte
Die Anlage wurde vermutlich etwa 2500 v. Chr. im Neolithikum errichtet. Für die Errichtung und besonders für den Transport des großen Decksteins gibt es viele Theorien; vermutlich wurde er durch die Vergletscherung während der letzten Eiszeit bis nach Südwales transportiert und blieb beim Abschmelzen der Gletscher auf dem Höhenzug liegen. Für den Bau wurde die Erde unterhalb des Decksteins ausgehoben und mit den Tragsteinen abstützt. Die Anlage lässt sich nicht klar zu anderen Grabanlagen aus der Steinzeit einordnen. Vielleicht entstammt die Anlage in der heutigen Form nicht der Steinzeit, da es im Gegensatz zu anderen Anlagen keine Überreste eines Cairns gab, der die Anlage überdeckte. Um die Anlage verläuft nur eine kleine steinerne Umfassung, die sich kaum von der Umgebung abhebt; damit unterscheidet sich die Anlage wesentlich von den Cotswold Severn Tombs der Region.
Über die Anlage existieren zahlreiche Legenden. Angeblich soll der heilige David den Deckstein mit seinem Schwert zerbrochen haben, als er gegen einen keltischen Druiden kämpfte. Einer anderen Legende nach soll der Stein von König Artus stammen, der ihn in Carmarthenshire in seinem Schuh gefunden und über die Mündung des Loughor bis nach Gower geworfen hat. Durch die Berührung mit dem legendären König wuchs der Stein auf seine enorme Größe an, und andere Steine halten ihn seitdem bewundernd empor. Bereits im 15. Jahrhundert war der Stein eine Attraktion. So soll Henry Tudor 1485, nachdem er in Milford Haven gelandet und auf dem Weg zur Schlacht von Bosworth war, einen Abstecher nach Gower unternommen haben, um den Stein zu besichtigen. Im 16. Jahrhundert galt der Stein neben Stonehenge und Silbury Hill als wichtigste prähistorische Stätte in Großbritannien. Als Arthur’s Stone wird die Anlage erstmals im 16. Jahrhundert bezeichnet, der Name soll jedoch älter sein. 1870 untersuchte als erster Wissenschaftler der Ägyptologe John Gardner Wilkinson die Anlage. Er deutete den Weg, auf dem der Sage nach eine Erscheinung des legendären Königs Artus auf einem weißen Pferd gesehen worden sein soll, als Reste einer Menhir-Allee. Als eine der ersten archäologischen Fundstätten in Wales wurde Arthur’s Stone 1882 unter den Schutz des Ancient Monuments Act gestellt.